# Kościół św. Michała w Ebrach
Kościół św. Michała – gotycki kościół katolicki, znajdujący się w Ebrach. Został zbudowany jako kościół klasztorny cystersów. Przy nim znajdują się barokowe krużganki i pałace biskupów bamberskich. Kasacja klasztoru nastąpiła w 1803 r. Część klasztoru jest używana obecnie jako więzienie.

## Galeria

Kościół św. Michała w Ebrach – Kloster Ebrach
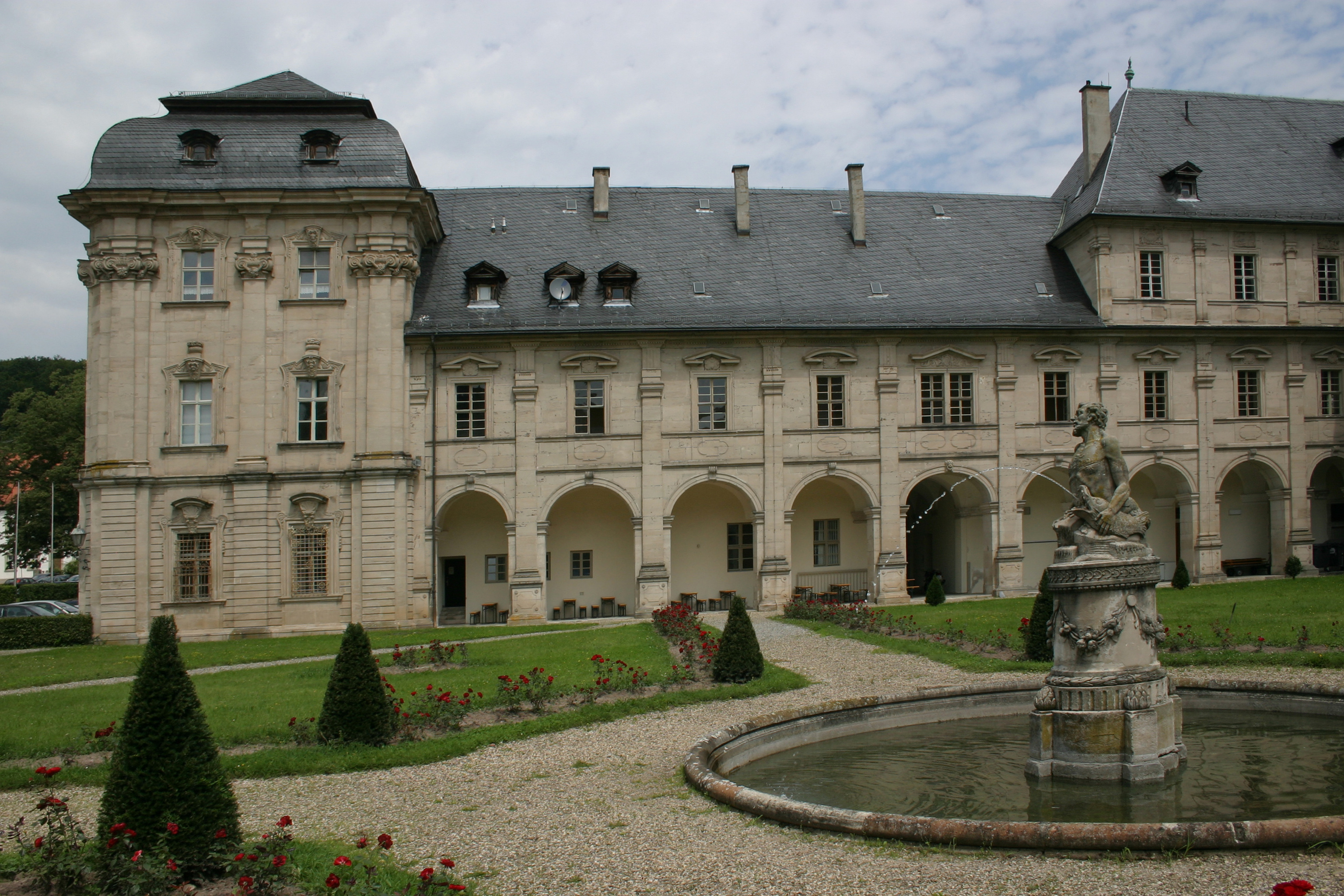
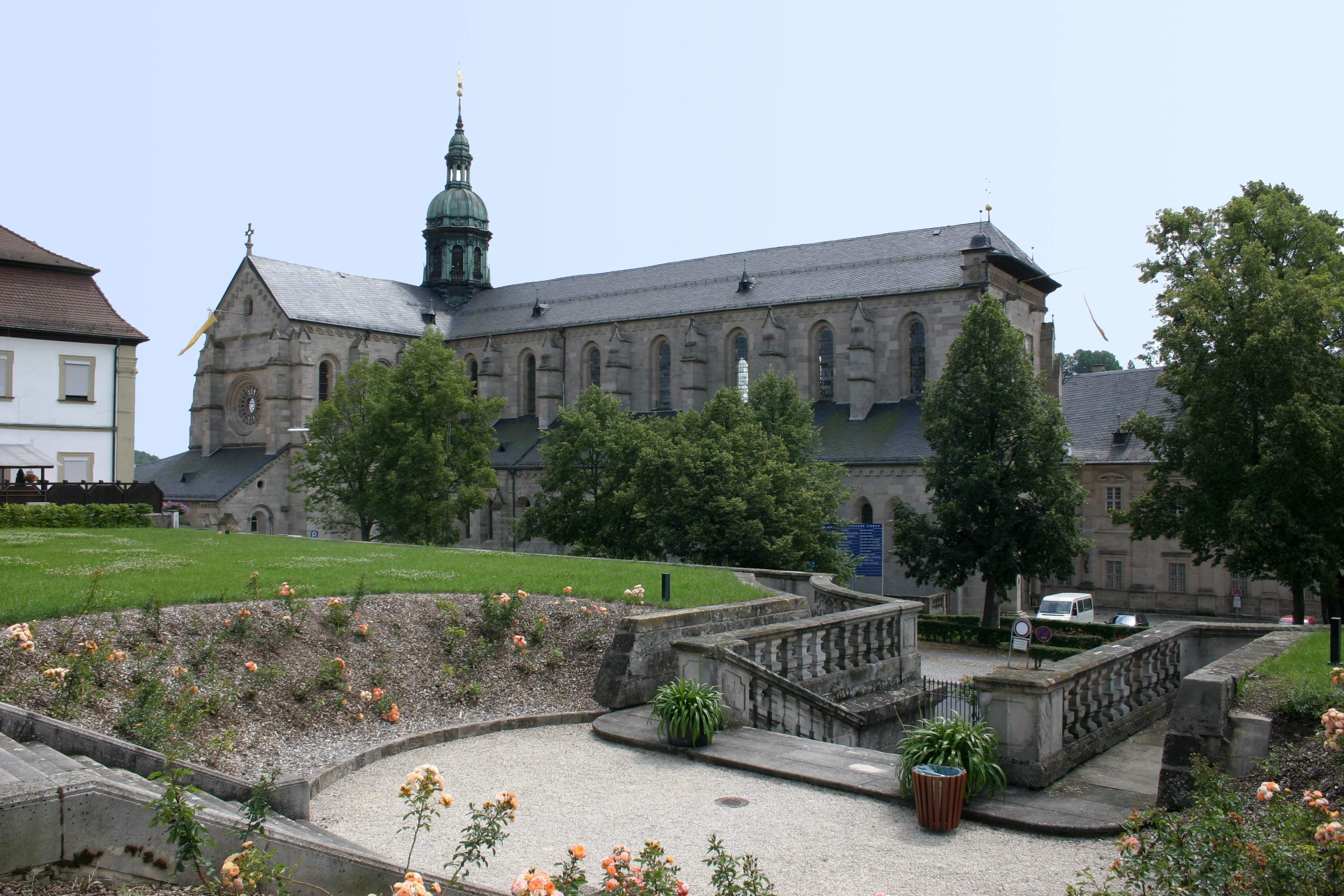
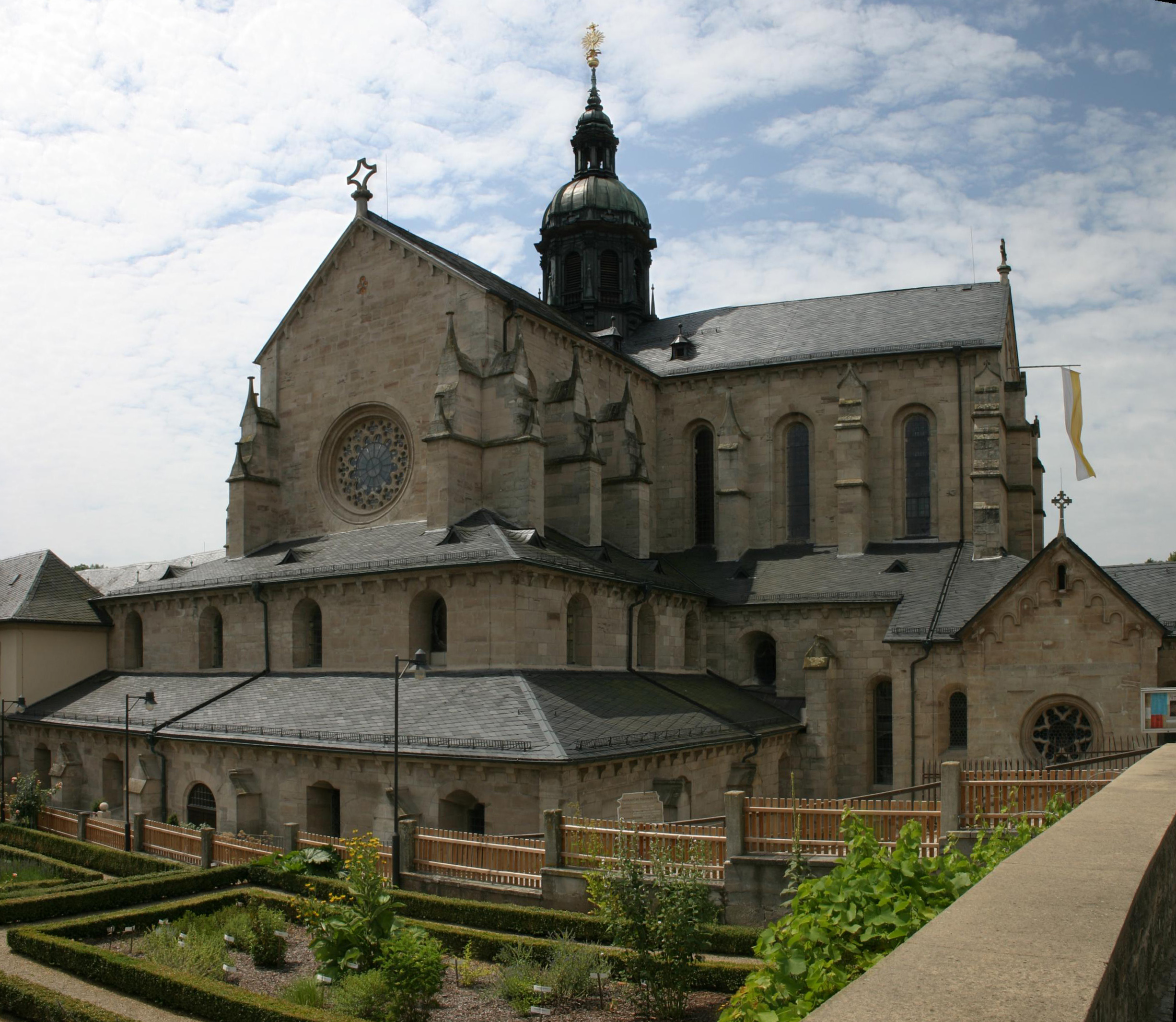
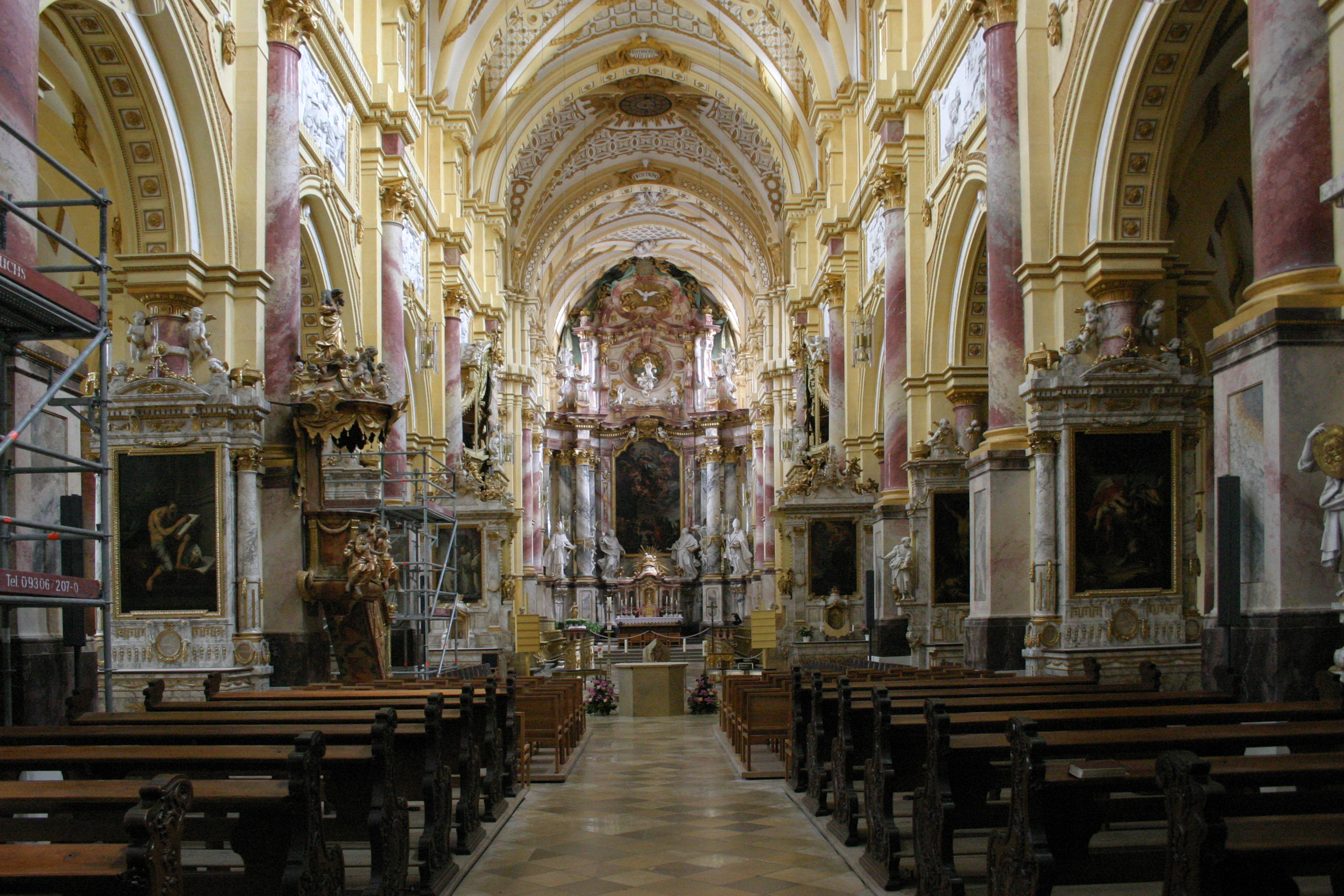
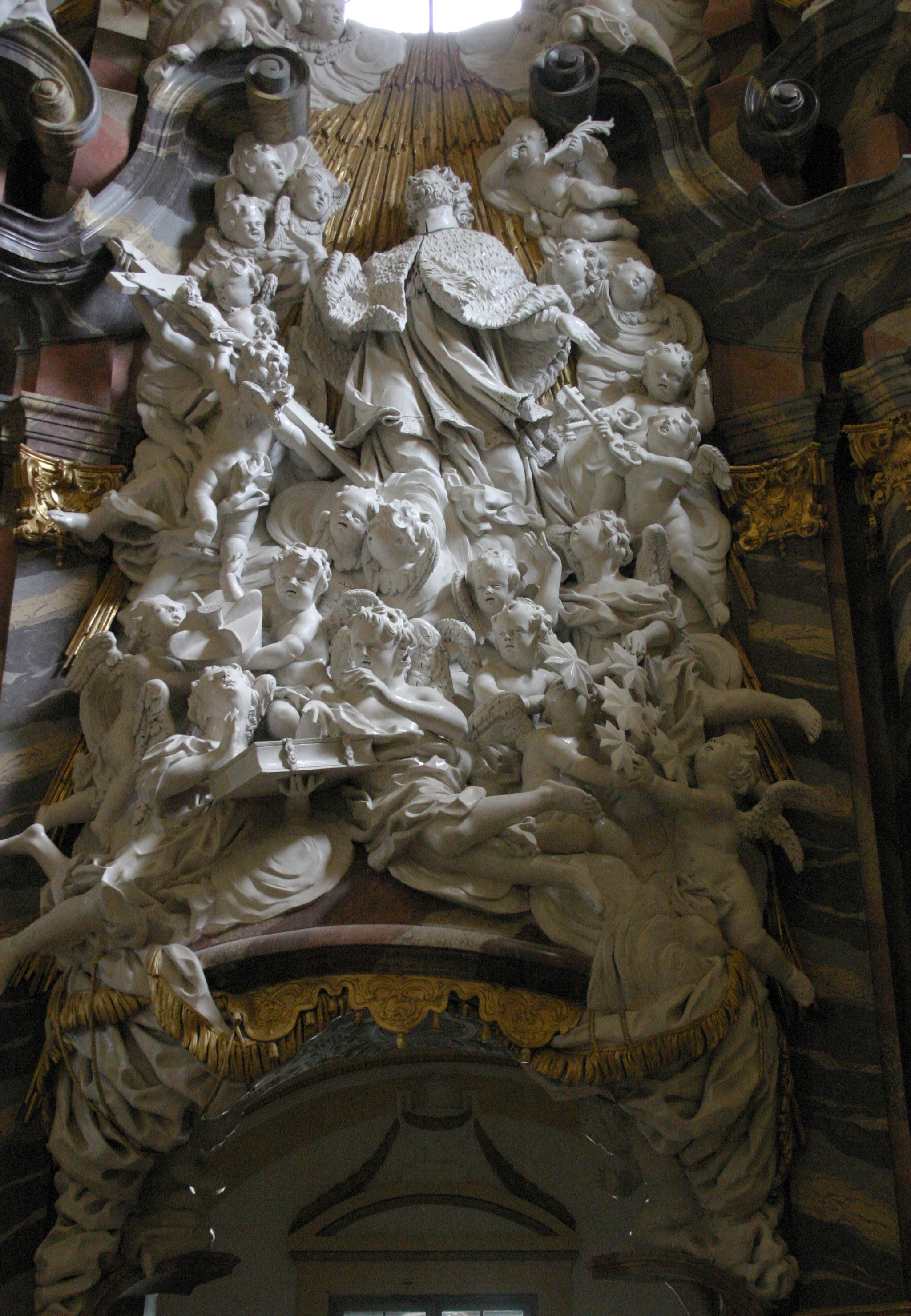
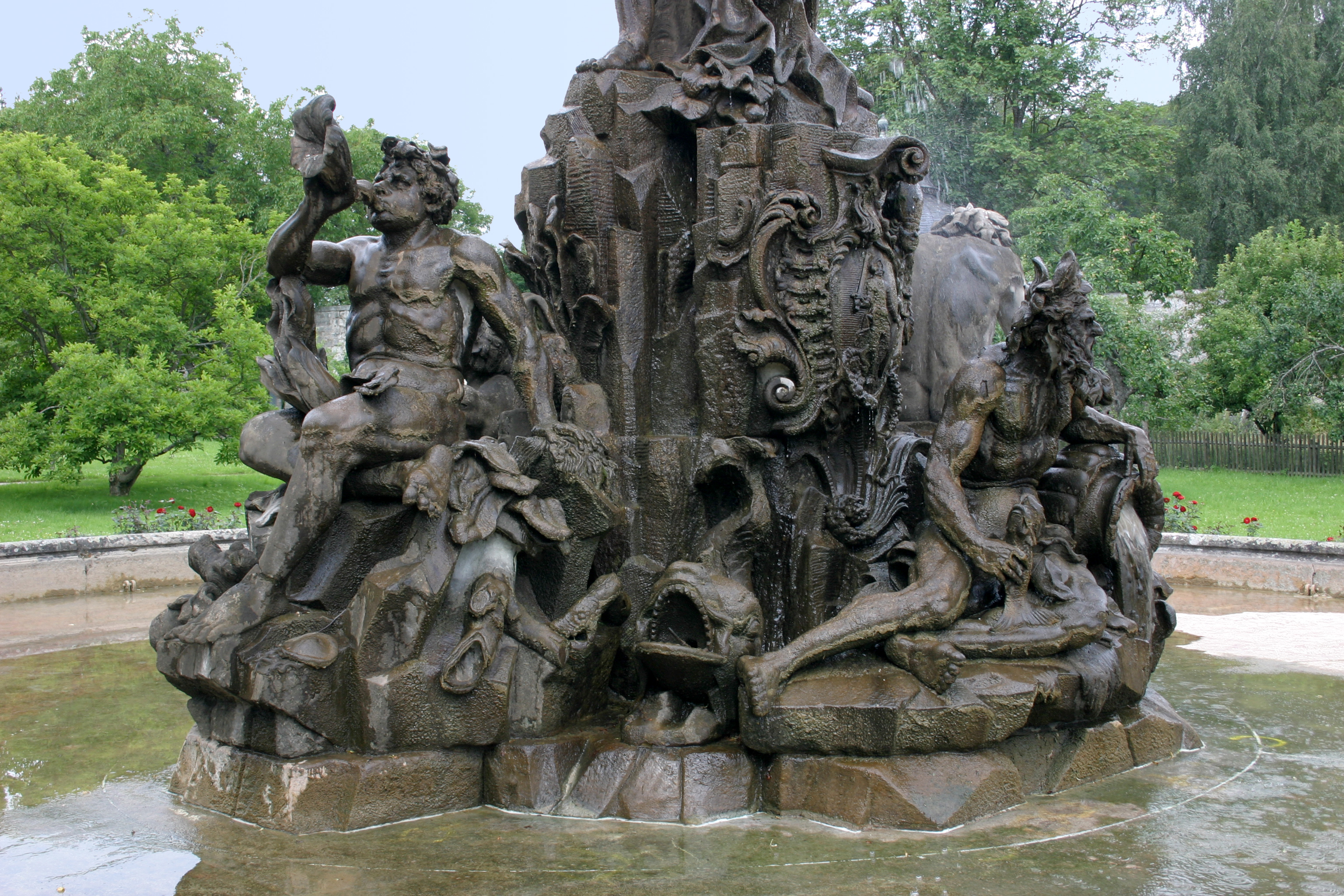